# La Breña y Marismas del Barbate
La Breña y Marismas del Barbate este o arie protejată (arie specială de conservare — SAC, sit de importanță comunitară — SCI, arie de protecție specială avifaunistică — SPA) din Spania întinsă pe o suprafață de 5.076,81 ha, integral pe uscat.

## Localizare
Centrul sitului La Breña y Marismas del Barbate este situat la coordonatele 36°11′11″N 5°58′26″W / 36.1865°N 5.9738°V.

## Înființare
Situl La Breña y Marismas del Barbate a fost declarat sit de importanță comunitară în decembrie 1997 pentru a proteja 4 specii de plante și 73 de specii de animale. Alte tipuri de protecție:
- arie de protecție specială avifaunistică (în octombrie 2002)[4]
- arie specială de conservare (în septembrie 2012)[3][5][6]

## Biodiversitate
Situată în ecoregiunile marină Atlantică și mediteraneană, aria protejată conține 22 de habitate naturale: Estuare, Pajiști umede mediteraneene cu ierburi înalte de Molinio-Holoschoenion, Lagune de coastă, Tufărișuri halofile mediteraneene și termo-atlantice (Sarcocornetea fruticosi), Salicornia și alte specii anuale care populează regiunile mlăștinoase și nisipoase, Terase mlăștinoase și terase nisipoase neacoperite de apă la reflux, Pășuni mediteraneene udate de apa mării (Juncetalia maritimi), Tufărișuri termo-mediteraneene și de pre-deșert, Bancuri de nisip acoperite în permanență slab de apă marină, Dune mobile de-a lungul țărmului cu Ammophila arenaria („dune albe”), Fânețe de joasă altitudine (Alopecurus pratensis, Sanguisorba officinalis), Dune cu tufărișuri sclerofile Cisto-Lavenduletalia, Dune de coastă cu Juniperus spp., Recifuri, Iazuri temporare mediteraneene, Păduri de Olea și Ceratonia, Dune împădurite cu Pinus pinea și/sau Pinus pinaster, Faleze cu vegetație de Limonium spp. endemic de pe coastele mediteraneene, Pseudostepă cu ierburi și specii anuale de Thero-Brachypodietea, Dune cu vegetație ierboasă Malcolmietalia, Dehesas cu Quercus spp. perene, Pajiștile Spartina (Spartinion maritimae).
La baza desemnării sitului se află mai multe specii protejate:
- plante (4): Carduus myriacanthus, Limonium lanceolatum, Narcissus cavanillesii, Orobanche densiflora
- păsări (68): fluierar de munte (Actitis hypoleucos), rață mare (Anas platyrhynchos), Apus caffer, Aquila fasciata, egretă mare (Ardea alba), stârc cenușiu (Ardea cinerea), stârc galben (Ardeola ralloides), pietruș (Arenaria interpres), Bubulcus ibis, pasărea ogorului (Burhinus oedicnemus), șorecarul comun (Buteo buteo), Calidris alba, fugaci de țărm (Calidris alpina), Calidris canutus, fugaci roșcat (Calidris ferruginea), fugaci mic (Calidris minuta), Caprimulgus ruficollis, Certhia brachydactyla, prundăraș de sărătură (Charadrius alexandrinus), prundaș gulerat mare (Charadrius hiaticula), barză albă (Ciconia ciconia), șerpar (Circaetus gallicus), erete de stuf (Circus aeruginosus), egretă mică (Egretta garzetta), șoim călător (Falco peregrinus), becațină comună (Gallinago gallinago), găinușă de baltă (Gallinula chloropus), pescăriță râzătoare (Gelochelidon nilotica), ciovlica roșcată (Glareola pratincola), cocor (Grus grus), scoicar (Haematopus ostralegus), acvilă pitică (Hieraaetus pennatus), piciorong (Himantopus himantopus), pescăriță mare (Hydroprogne caspia), Larus audouinii, pescăruș negricios (Larus fuscus), pescăruș-cu-cap-negru (Larus melanocephalus), Larus michahellis, pescăruș râzător (Larus ridibundus), sitar de mal nordic (Limosa lapponica), sitar de mâl (Limosa limosa), rață fluierătoare (Mareca penelope), gaia neagră (Milvus migrans), gaia roșie (Milvus milvus), rață cu ciuf (Netta rufina), Numenius arquata arquata, Numenius phaeopus, ciuf-pitic (Otus scops), vultur pescar (Pandion haliaetus), cormoran mare (Phalacrocorax carbo carbo), flamingo roz (Phoenicopterus roseus), lopătar (Platalea leucorodia), țigănuș (Plegadis falcinellus), ploier auriu (Pluvialis apricaria), ploier argintiu (Pluvialis squatarola), corcodel mare (Podiceps cristatus), corcodel-cu-gât-negru (Podiceps nigricollis), ciocântors (Recurvirostra avosetta), Spatula clypeata, chiră mică (Sternula albifrons), silvie roșcată (Sylvia cantillans), silvie de tufiș (Sylvia undata), corcodel mic (Tachybaptus ruficollis), călifar alb (Tadorna tadorna), chiră de mare (Thalasseus sandvicensis), fluierar cu picioare verzi (Tringa nebularia), fluierarul de zăvoi (Tringa ochropus), fluierarul cu picioare roșii (Tringa totanus)
- amfibieni (1): Discoglossus galganoi
- mamifere (2): vidră de râu (Lutra lutra), delfin mare (Tursiops truncatus)
- reptile (2): Caretta caretta, Mauremys leprosa

Pe lângă speciile protejate, pe teritoriul sitului au mai fost identificate 31 de specii de plante, 9 specii de păsări, 6 specii de amfibieni, 8 specii de mamifere, 37 de specii de nevertebrate, 13 specii de pești, 15 specii de reptile.